# Julius Nyamu
Julius Nyamu (1 december 1977) is een Keniaanse langeafstandsloopster die zich heeft gespecialiseerd in de 3000 meter steeplechase.

## Persoonlijke records
| Onderdeel           | Prestatie | Datum            | Plaats    |
| ------------------- | --------- | ---------------- | --------- |
| 3.000 m             | 7.55,53   | 25 juli 2007     | Monaco    |
| 5.000 m             | 13.33,94  | 16 mei 2007      | Fortaleza |
| 2000 m steeplechase | 5.25,47   | 2 september 2003 | Luik      |
| 3000 m steeplechase | 8.07,59   | 24 augustus 2001 | Brussel   |

## Prestaties

### Kampioenschappen
| Jaar | Wedstrijd                     | Plaats      | Resultaat | Extra         |
| ---- | ----------------------------- | ----------- | --------- | ------------- |
| 2002 | Wereldkampioenschap veldlopen | Dublin      | 6e        | Korte afstand |
|      | Wereldkampioenschap veldlopen | Dublin      | 1e        | Team          |
| 2003 | Wereldatletiekfinale          | Monte Carlo | 4e        | 3000 m st.    |
| 2004 | Wereldatletiekfinale          | Monte Carlo | 8e        | 3000 m st.    |
| 2007 | Wereldatletiekfinale          | Monte Carlo | 6e        | 3000 m st.    |

### Golden League-podiumplekken
| Jaar | Wedstrijd             | Plaats      | Resultaat | Extra      | Tijd    |
| ---- | --------------------- | ----------- | --------- | ---------- | ------- |
| 2001 | Bislett Games         | Oslo        | 3e        | 3000 m st. | 8.14,23 |
| 2004 | Meeting Gaz de France | Saint-Denis | 2e        | 3000 m st. | 8.11,29 |
|      | Weltklasse Zürich     | Zürich      | 3e        | 3000 m st. | 8.13,67 |